# Gonzalo Ávila Gordón
Gonzalo Ávila Gordón (Esparraguera, 26 de enero de 1998), más conocido como Pipa, es un futbolista español que juega en la demarcación de defensa para el Burgos C. F. de la Segunda División de España.

## Biografía
Llegó al club periquito en su primer año como alevín y fue pasando por todos los escalafones de la cantera perica hasta debutar en la temporada 2015-16 con el filial que entrenaba Lluís Planagumà. Tras convertirse un habitual en el lateral derecho del filial, durante la temporada 2017-18 alternó los entrenamientos del primer equipo a las órdenes de Quique Sánchez Flores con jugar en el grupo III de segunda división B.
En mayo de 2018 firmó nuevo contrato hasta 2020 y pasó a tener una cláusula de 20 millones que ascendería a 40 a partir de agosto, cuando formase parte del primer equipo, en la temporada 18-19. Tras no disponer de minutos durante la primera mitad de la temporada, el 2 de enero de 2019 fue cedido al Gimnàstic de Tarragona hasta el mes de junio.
Durante la campaña 2019-20 permaneció en el primer equipo del R. C. D. Espanyol y debutó en partido oficial el 15 de agosto ante el F. C. Lucerna en la vuelta de la tercera ronda previa de la Liga Europa de la UEFA.
El 7 de septiembre de 2020 fue traspasado al Huddersfield Town A. F. C. de la English Football League Championship. Firmó por tres años más uno opcional por parte del club.
El 23 de junio de 2022 fichó por el Olympiacos F. C., vigente campeón de la Superliga de Grecia en aquel momento. Unos meses después, el 1 de febrero de 2023, se marchó a Bulgaria para jugar en el PFC Ludogorets Razgrad. Este equipo le permitió volver en septiembre a Inglaterra después de cederlo al West Bromwich Albion F. C.
El 30 de agosto de 2024 regresó al fútbol español tras ser cedido al Burgos C. F. por una temporada.

## Clubes
Actualizado al último partido disputado el 31 de mayo de 2025.
| Club                                | País       | Año       | Partidos | Goles |
| ----------------------------------- | ---------- | --------- | -------- | ----- |
| R. C. D. Espanyol "B"               | España     | 2015-2018 | 59       | 4     |
| R. C. D. Espanyol                   | España     | 2018-2020 | 13       | 0     |
| Gimnàstic de Tarragona (cedido)     | España     | 2019      | 18       | 0     |
| Huddersfield Town A. F. C.          | Inglaterra | 2020-2022 | 54       | 2     |
| Olympiakos F. C.                    | Grecia     | 2022-2023 | 21       | 0     |
| PFC Ludogorets Razgrad              | Bulgaria   | 2023-     | 19       | 0     |
| West Bromwich Albion F. C. (cedido) | Inglaterra | 2023-2024 | 15       | 0     |
| Burgos C. F. (cedido)               | España     | 2024-     | 27       | 0     |

## Palmarés

### Títulos nacionales
| Título                   | Club                   | País     | Año  |
| ------------------------ | ---------------------- | -------- | ---- |
| Copa de Bulgaria         | PFC Ludogorets Razgrad | Bulgaria | 2023 |
| Primera Liga de Bulgaria | PFC Ludogorets Razgrad | Bulgaria | 2023 |